# Fredi Bobič
Fredi Bobič, nemški nogometaš slovenskega porekla, * 30. oktober 1971, Maribor.
Za nemško nogometno reprezentanco je odigral 37 tekem in dosegel 10 golov.